# Hurrikan (Kartenspiel)
Hurrikan ist ein Kartenspiel aus der Gruppe der Raubkartenspiele. Man spielt es mit einem üblichen 52-Karten-Deck, entfernt aus diesem aber die Zehner, Neuner und Achter. Man spielt nur zu zweit. Letztenendes ist es nahezu identisch mit dem italienischen Spiel Scopa.

## Spielweise
Jede Karte zählt (erst einmal) ihren aufgedruckten Wert, wobei das Ass als Einser und der König zehn Punkte gelten, die Dame Neun und der Bube für Acht.
Jeder Spieler erhält zu Beginn sechs Handkarten und vier werden offen in einer Reihe auf den Tisch gelegt.
Der Spieler, der am Zug ist, kann nun zum Beispiel einen König aus der offen liegenden Reihe mit einem König auf der Hand rauben und dann beide Karten auf seinen Stichestapel legen. Man kann auch mit einer Dame, die neun Punkte zählt, zugleich eine sieben und eine zwei stehlen. Dies aber nur, wenn keine Dame ausliegt.
Gelingt es einem die auf dem Tisch liegende Reihe "leerzufegen", so ist einem ein Hurrikan gelungen und man erhält einen Siegpunkt.
Können keine Karten mehr geraubt werden, so legt man eine seiner Karten an die offene Reihe an. Haben so beide Spieler keine Handkarten mehr, so werden wieder sechs an jeden vom Reststapel vergeben und dies später noch ein drittes Mal.
Am Ende des Spiels, werden vier Siegpunkte vergeben:
- Ein Punkt für die meisten Karten
- Ein Punkt für meisten Herzkarten
- Ein Punkt für die Herzsieben
- Ein Punkt für den punktuellen Gesamtsieg in allen vier Farben

Gesamtsieger ist, wer zuerst 16 Punkte erreicht.